# Tepe
Tepe – wieś w Słowenii, w gminie Litija. W 2018 roku liczyła 196 mieszkańców.